# Ariake Urban Sports Park
Der Ariake Urban Sports Park (japanisch 有明アーバンスポーツパーク, Ariake ābansupōtsupāku) war ein temporärer Sportpark im Süden der japanischen Hauptstadt Tokio, genauer im Stadtteil Ariake des Bezirks Kōtō der Präfektur Tokio.
Der Sportpark befand sich gegenüber dem Ariake Tennis no Mori Kōen. Im Ariake Urban Sports Park wurden bei den Olympischen Sommerspielen 2020 die erstmals stattfindenden olympischen Wettbewerbe im Skateboard sowie die BMX-Wettbewerbe (Freestyle und Rennen) ausgetragen.
Bei den ebenfalls 2021 stattfindenden Sommer-Paralympics 2020 wurden hier Spiele im Blindenfußball ausgetragen.
Der BMX-Freestyle-Anlage wurde 2024 in Sakai wieder aufgebaut. 2025 ist dort ein Lauf des BMX-Freestyle-Weltcups geplant.